# Coatépec (mitología)

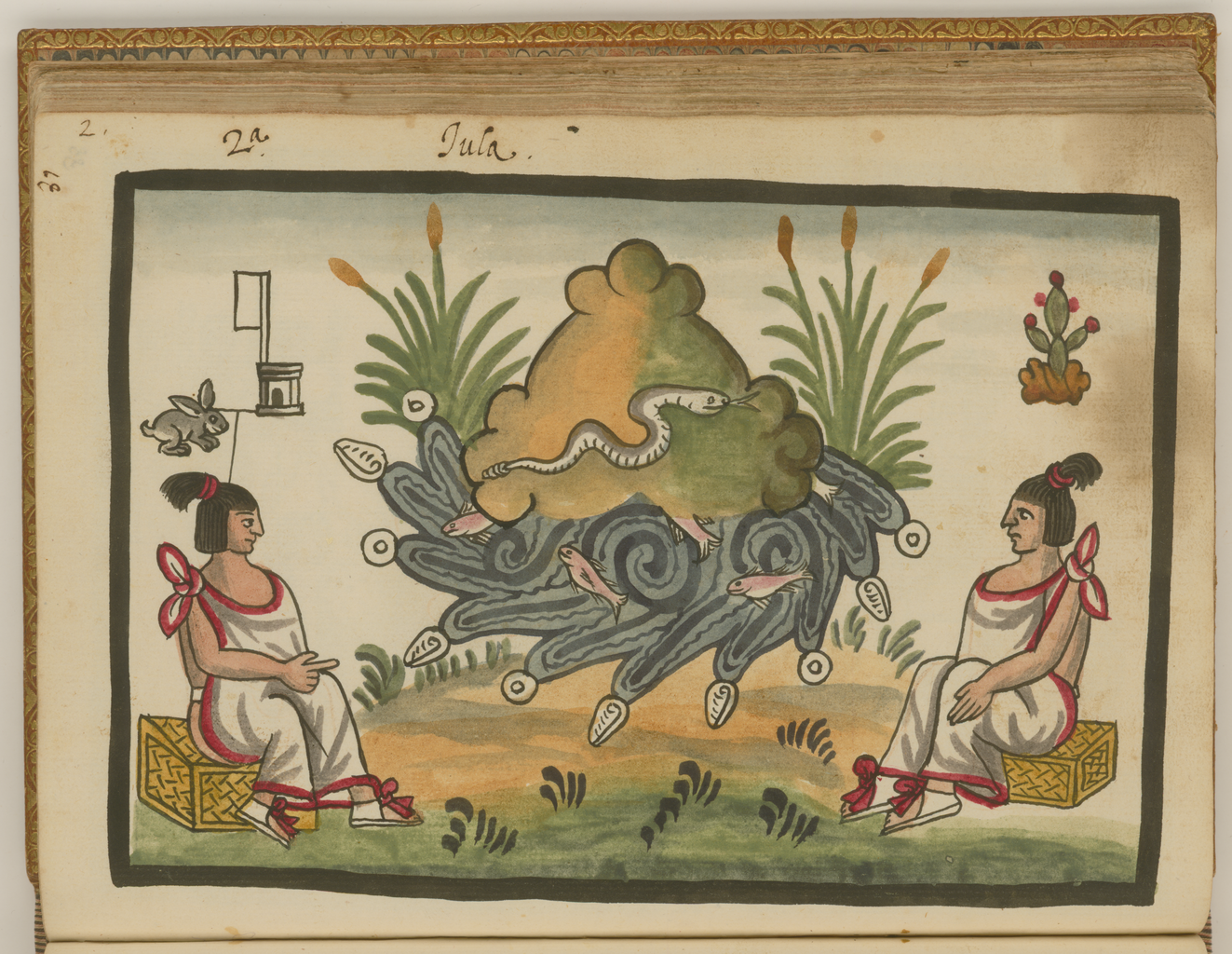

Coatépec (del náhuatl: cōātepēc ‘en el cerro de la serpiente’‘coatl, serpiente; tepetl, cerro, monte, montaña; c, en’) en la mitología mexica era el lugar donde nació Huitzilopochtli, el dios del sol y de la voluntad, patrón de la guerra, de las tácticas bélicas, de las batallas y del fuego, regidor del Sur, un extenso valle cerca del Tollan, al norte del Valle de México, el cual, el mismo dios iniciara la costumbre de comer corazones humanos tras realizar el sacrificio para éste.
Según algunos autores, Coatépec era una población situada en medio de un lago, como Aztlán y como México. Este lago no era natural, pues lo crearon los mexicas por órdenes del propio Huitzilopochtli, porque el dios quería mostrar a su pueblo una imagen de la tierra que les había prometido, ante la desesperación de sus seguidores al no encontrarla. Por ello les mandó construir una represa en un río, para que las aguas inundaran una barranca y crearan un lago, ya que inmediatamente brotó en el lugar toda la flora y toda la fauna lacustre que los mexicas conocían de Aztlán. En Coatépec el dios Huitzilopochtli confirmó su autoridad absoluta sobre los mexicas y después de la muerte de los rebeldes ya nadie se atrevió a cuestionar su orden de que la migración debía continuar. Los mexicas aprendieron que sólo su dios decidiría cuándo había de llegar a la tierra prometida y dejaron atrás la patria que no pudo ser.
De acuerdo a distintas investigaciones el cerro Hualtepec o del Astillero, a escasos 30 kilómetros de la zona arqueológica de Pahñú, asiento de la cultura xajay, cuya antigüedad se calcula desde el periodo Preclásico (500 a. C. – 300 d. C.) es el denominado Coatépec.